# Општина Рошиори (Бакау)
Рошиори (рум. Roşiori) општина је у Румунији у округу Бакау.
Oпштина се налази на надморској висини од 303 m.